# Теджен (річка)
Теджен (перс. تجن від др.іран. tačani — «проточний потік», в середній і верхній течії Герируд, дарі هریرود [harɛrʊd]) — річка в Афганістані, Ірані і Туркменістані. Довжина — 1150 км, сточище — 70 600 км². В Афганістані річка називається Герируд, на ірано-туркменській її частині — Теджен.

## Географія
Виток Теджену знаходиться в центральному Афганістані на висоті близько 3000 м, на південних відрогах хребта Кохі-Баба, складова системи Гіндукуш. Річка бере початок при злитті річок Шоркуль і Сіахнашма.
До афганського міста Герат є гірською річкою, прямуючою по вузькій долині на захід країни. Біля Герату долина стає широкою і річка приймає рівнинний характер. Після Гератської оази Герируд знову приймає гірський характер і служить природним кордоном між Афганістаном і Іраном. Потім долина знову розширюється і утворює кордон Ірану з Туркменістаном. Води Теджену практично повністю розбираються в Гератському і Тедженському оазах. Має так звану сліпу дельту, тобто дельту що губиться в пісках пустелі Каракуми.

## Гідрографія
У пониззі перетинає і використовує води Каракумського каналу. Живлення головним чином снігове. Повінь в березні — травні. Річка, як правило, пересихає в серпні — листопаді. Теджен не замерзає. Води мають високу каламутність.
Найбільша притока Теджену — Ковган.

## Гідротехнічні споруди на річці
На території Афганістану знаходиться водосховище Сальма. Поблизу міста Теджен знаходяться Хорхорське і Тедженське водосховища, ємністю 0,142 км³ і 0,18 км³. У 2004, на річці в районі кордону з Іраном була побудована гребля Ірано-Туркменської Дружби, що утворило водосховище об'ємом 0,82 км³. Його воду використовують обидві країни. На греблі встановлені електрогенератори потужністю 16 МВт.

## Населені пункти на річці
Герат, Серахс, Теджен, Чагчаран.